# Alsócsobánka
Alsócsobánka (románul Ciubanca, németül Untertschowanka) falu Romániában Kolozs megyében.

## Fekvése
Déstől nyugatra, a Szamosba ömlő Semesnye patak bal partján fekvő település.

## Története
Nevét 1314-ben említették először, Chubanka néven. 1332-ben magyar lakosságú templomos hely sacerdos de v. Chocanika néven. 
1554-ben nevét Alsochyobanka alakban írták.
Első ismert birtokosa az Aba nemzetségből való Csente család, majd 1378-ban a Bebekek voltak, 1470-ben pedig Pongrác János vajda birtoka lett. Később a 16-17. században birtokosai a Balassa, Haller, Csáky családok lettek. 1647-ben Also Czobankos névenI. Rákóczi György birtokai közt szerepelt, majd a 18. században a Mikes családbeliek birtoka lett. Magyar lakossága helyére ekkorra románok települtek.
1910-ben 494 román lakosa volt, 1956-ban 450. 1919 előtt Kolozs vármegyéhez tartozott.

## Nevezetességek
- Ortodox fatemploma 1750-ben épült, melyet 1895-ben kőtemplommá építettek át.

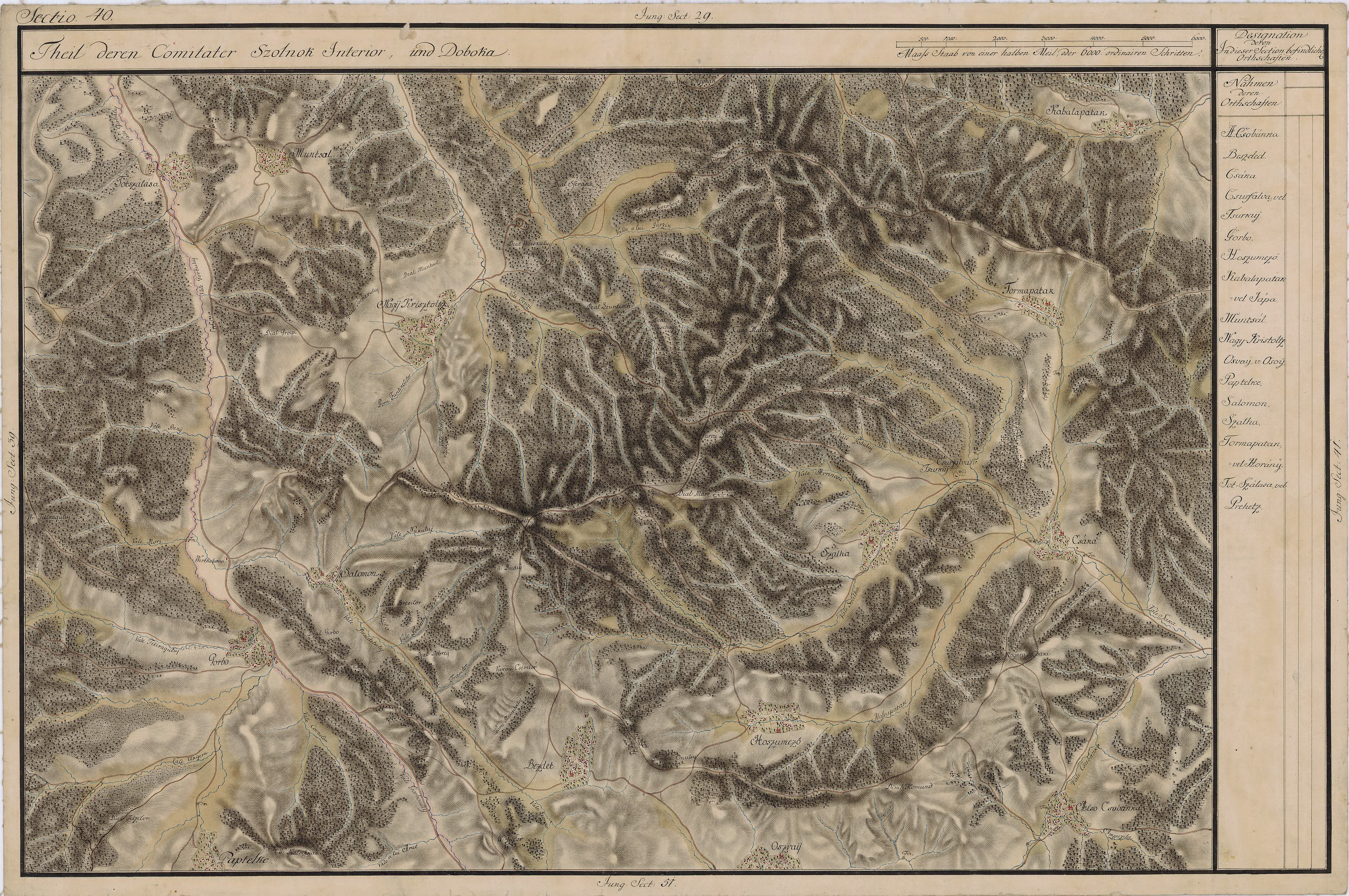
Alsócsobánka környéke 1769-1773 között